# Balcon
Pour les articles homonymes, voir Balcon (homonymie).

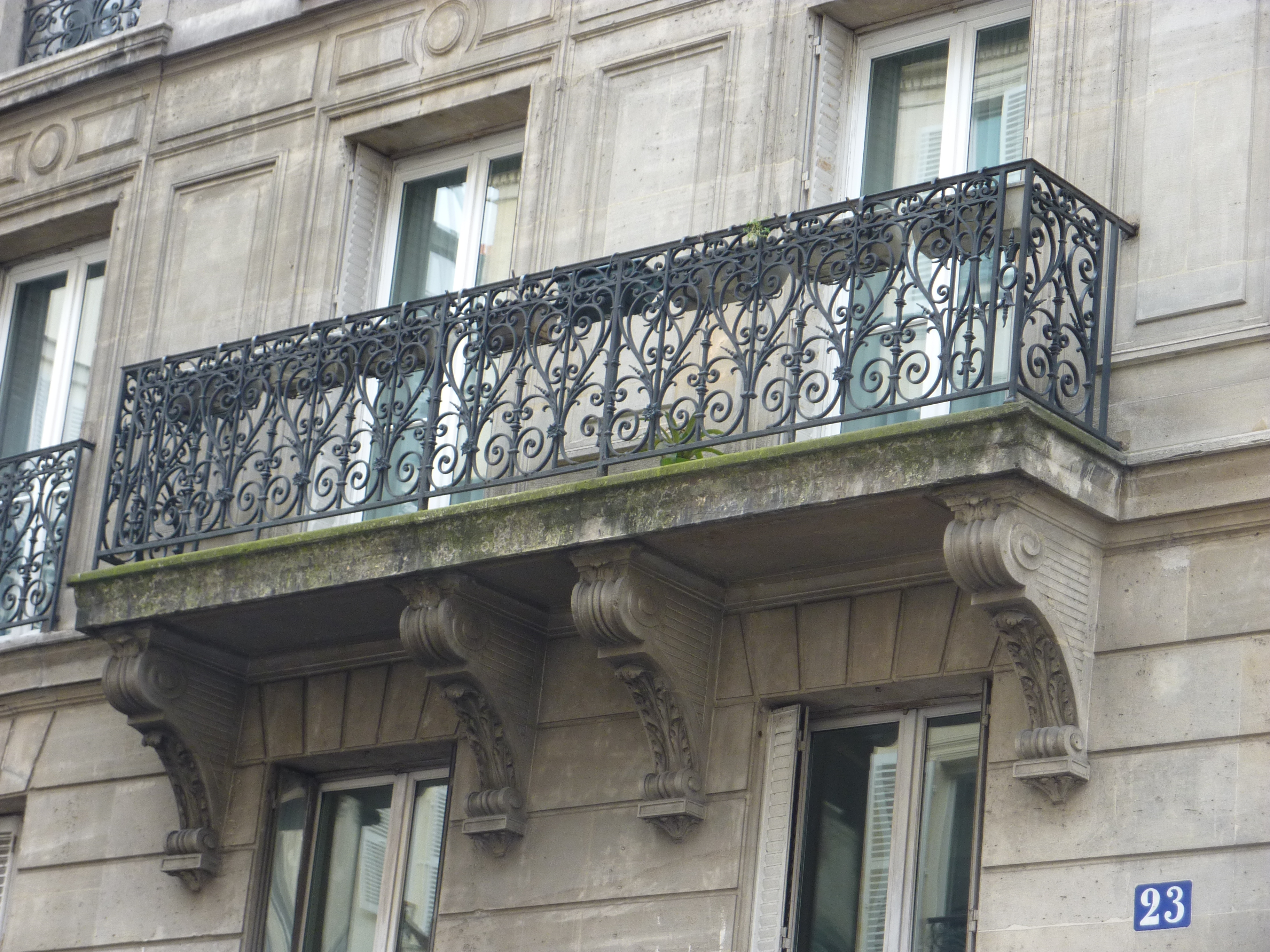
Rue du Château-d'Eau, Paris 10e.

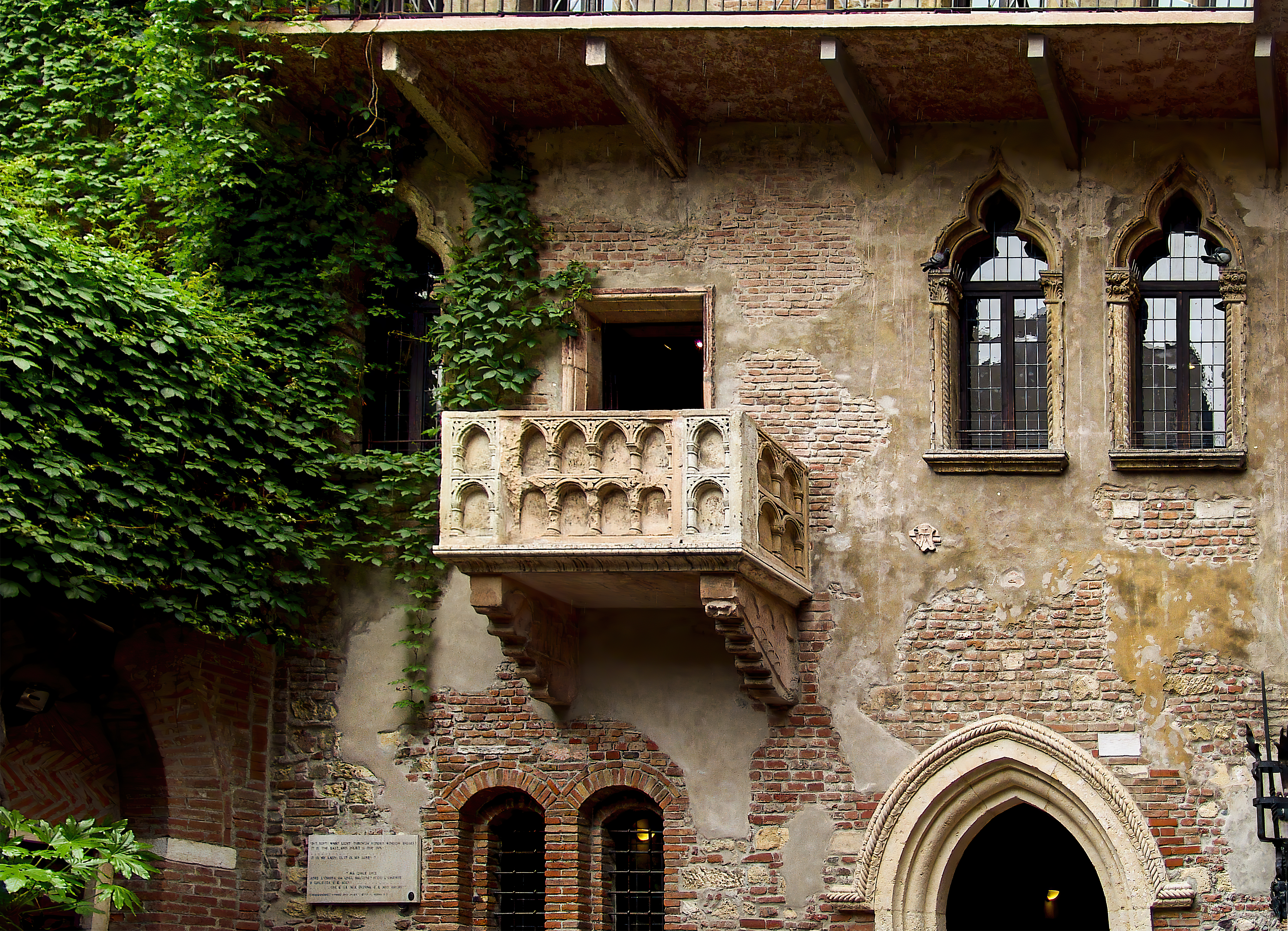
Le célèbre balcon de Juliette, à Vérone.

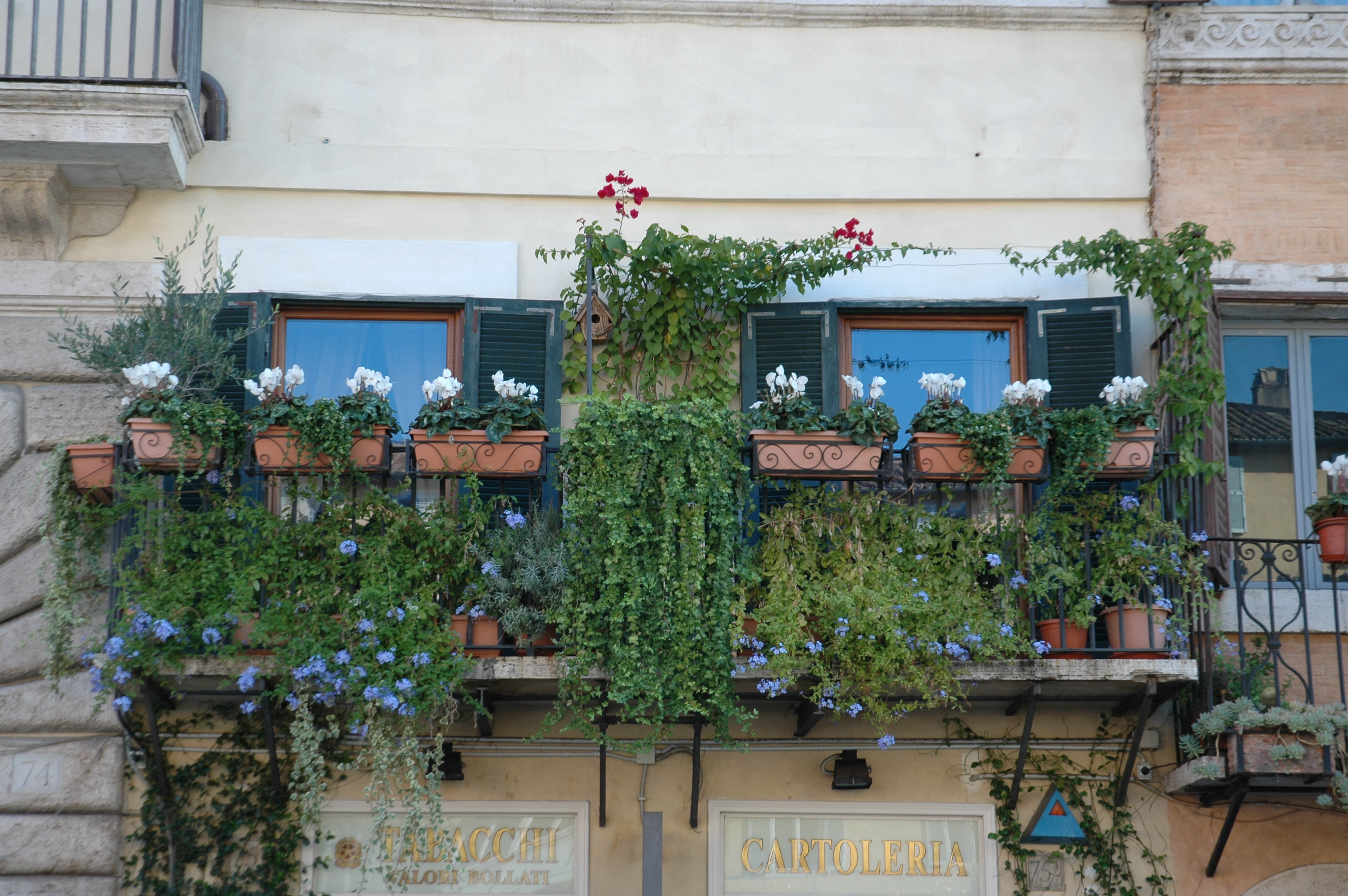
Balcon de la Piazza Navona, Rome

Un balcon (de l'italien balcone, lui-même peut-être issu du persan بالكانه — bal-khané —, signifiant « pièce en hauteur ») est un élément d'architecture consistant en une plate-forme se dégageant du mur d'un édifice. Il est dans la plupart des cas à l'extérieur de l'édifice. Il peut cependant être à l'intérieur, dans une grande pièce (une salle de spectacle ou une galerie), ou encore se situer dans une cour fermée et peut ne pas communiquer directement avec une pièce.

## Constitution
La plate-forme en construction ancienne se compose de dalles de pierres taillées posées sur les voussoirs d'une voûte, ou bien en entablement sur une corniche (avec des corbeaux), un cul-de-lampe, ou bien sur des poutres en bois ou des profils en fer (en ajout ultérieur à la construction initiale possible) sortant en porte-à-faux du mur en continuation de la structure reprise du plancher. Elle se compose de dalles ou carreaux céramiques sur un appareillage de briques formant des voûtains.
En construction moderne en béton armé, la plate-forme est faite en encorbellement, son armature se situe dans sa partie face supérieure et se prolonge en accroche par tirants sur la dalle intérieure qu'elle continue (dalle dont la propre armature se situe, elle, dans sa partie face inférieure, côté sous-face).
La plate-forme peut reposer sur des colonnes, des piliers, des consoles, des atlantes ou bien être suspendue par des tirants à la charpente du toit. Elle est enclose de balustrades de pierres, d'une rambarde en serrurerie de métal, d'un garde-corps en verre acrylique ou d'une lisse basse en béton.

## Typologie

### Balcon filant
Si le balcon unit les baies de plusieurs travées de deux façades, à étage intermédiaire, en corniche classique munie d'un garde-corps en serrurerie, ou en fonte moulée formant un bandeau de façade transparent, les architectes parlent d'un « balcon filant », qui se distingue du « balcon semi-filant » (unissant les baies de plusieurs travées d'une seule façade) et du « balcon isolé » ou « balcon individuel » (pour chaque baie d'une seule travée). Les appartements y sont séparés par des herses ou garde-cocus. En architecture moderne, le balcon filant peut être plus profond avec marques de séparation d'appartement par des cloisons de verre acrylique ; certaines plates-formes peuvent être soutenues par les refends porteurs ou des consoles en prolongation de ceux-ci.

Balcon filant le long de l'îlot Louis à Bordeaux.
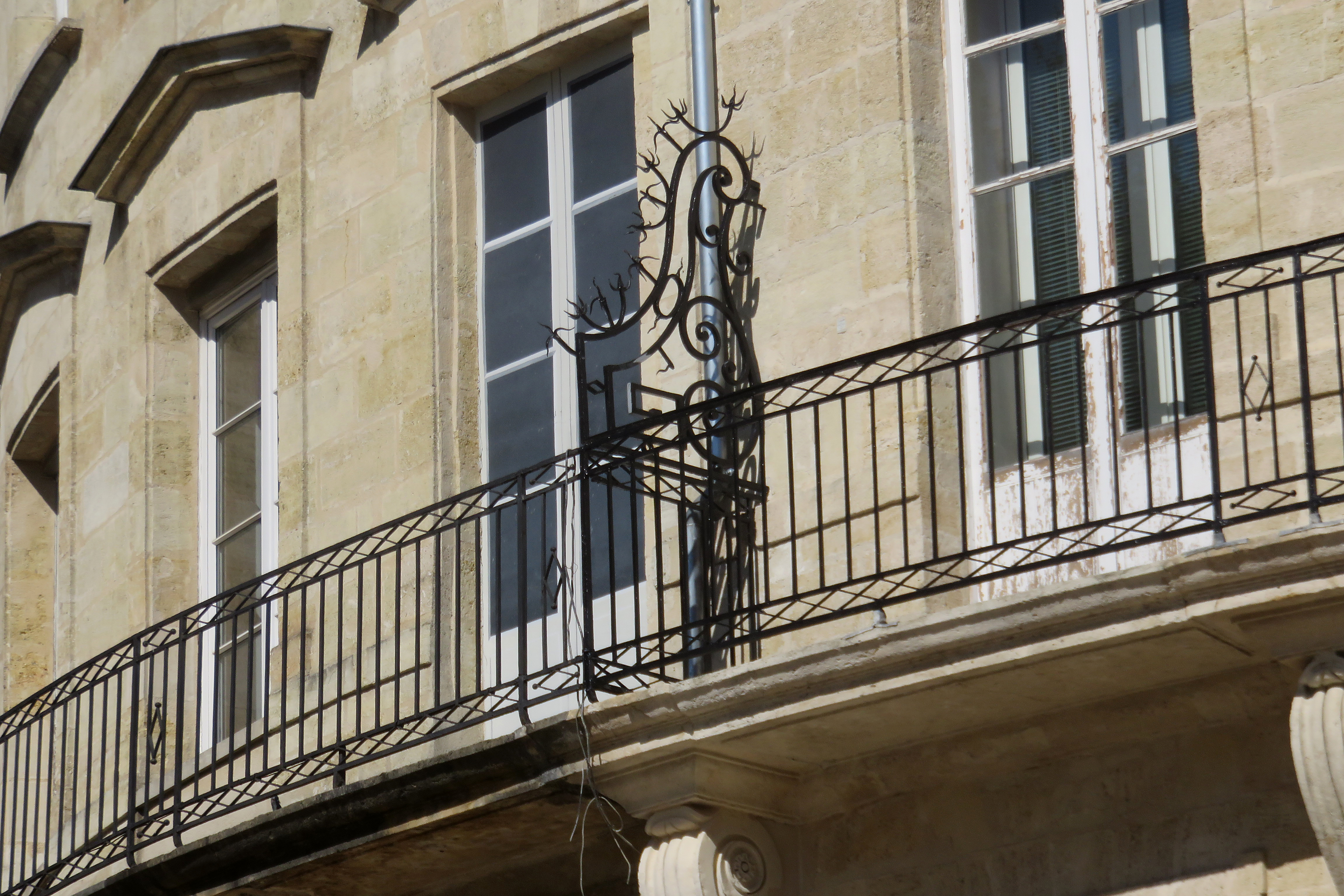
Garde-cocu sur un balcon filant du cours de l'Intendance à Bordeaux.
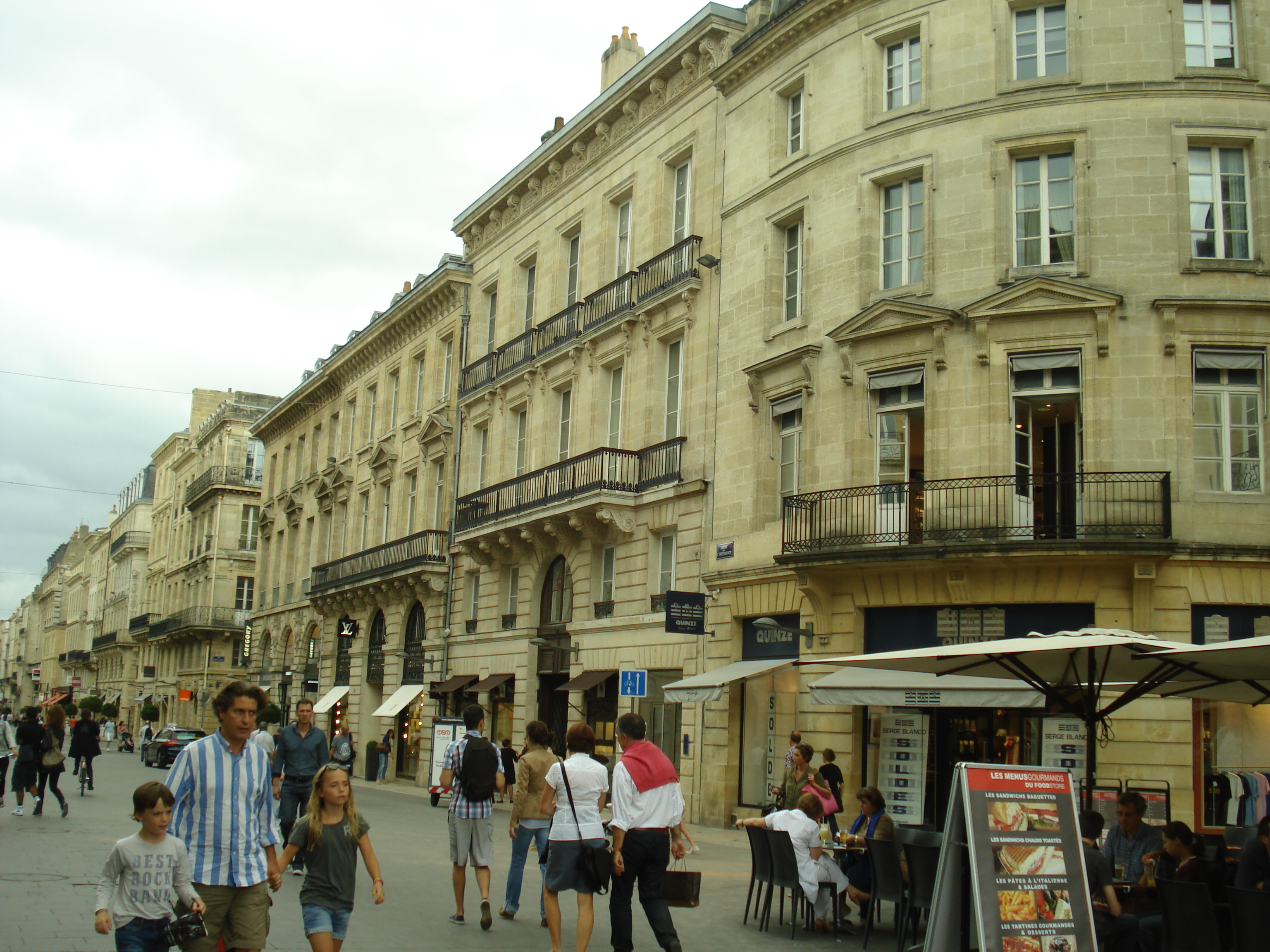
Balcon semi-filant à la hauteur du premier étage, et balcons isolés successifs donnant l'aspect de balcons filants, hôtel cours de l'Intendance à Bordeaux.

### Loggia
Le balcon peut également ne pas saillir hors du bâtiment mais être un espace ouvert sur l'extérieur à l'étage. Dans ce cas, il y a lieu de compter un seul garde-corps à l'avant, avec des murs sur les côtés et un couvert au-dessus ; en pareil cas, il est plutôt évoqué le terme de loggia (loge).

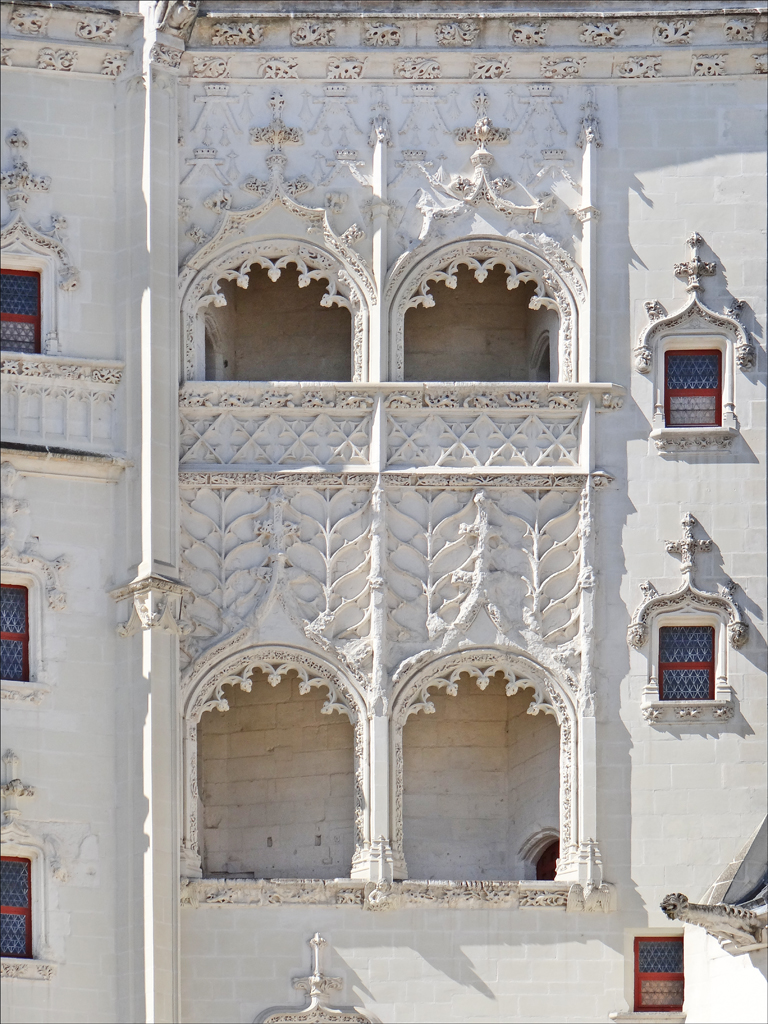
Loggias du château des ducs de Bretagne (Nantes).
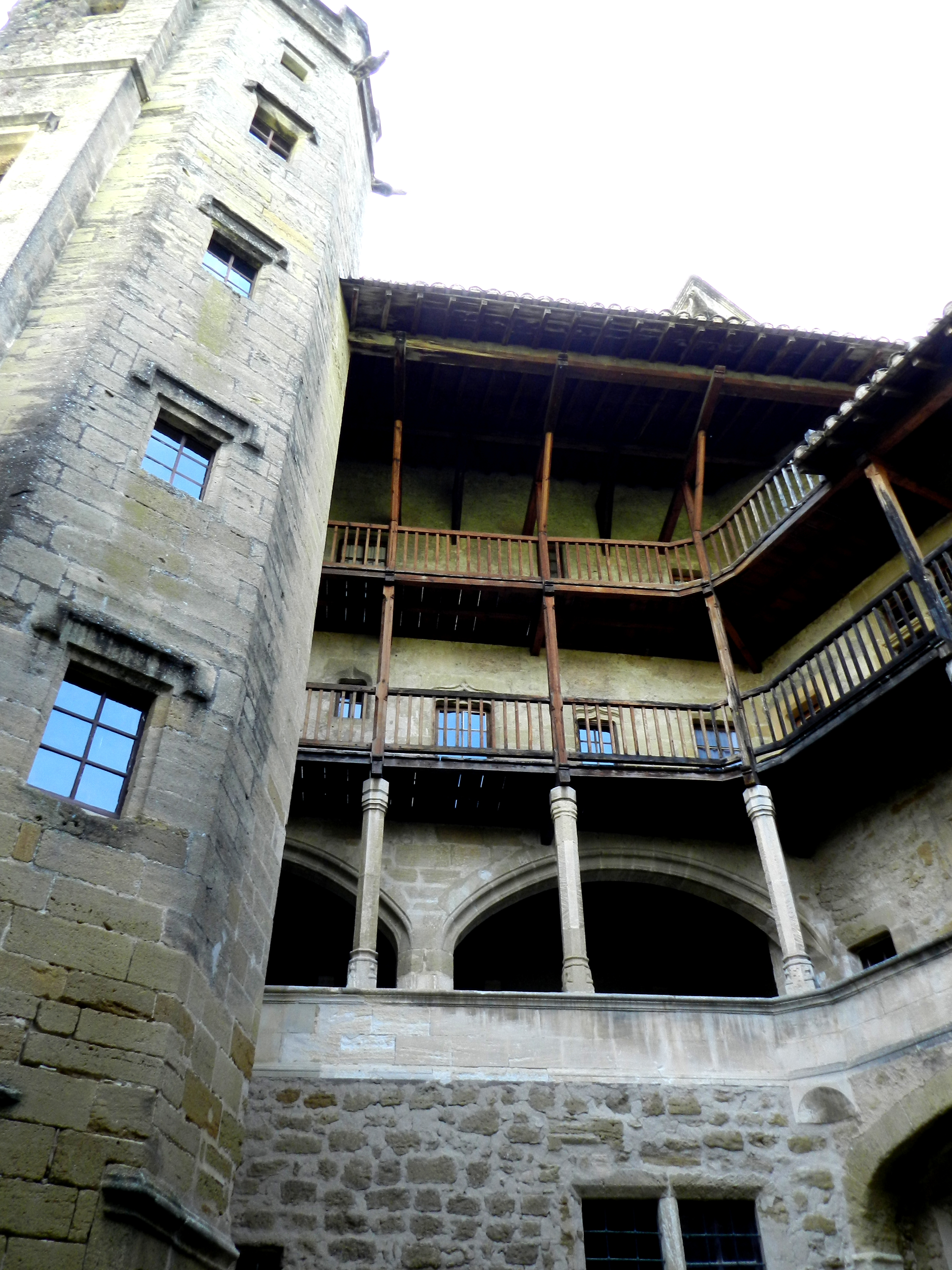
Loggias du château de Lourmarin (Vaucluse).

### Oriel
Lorsqu'il s'agit d'un espace appartenant sans cloisonnement à une pièce et qui est clos de fenêtres en saillie de façade, on parle d'oriel (ou bow-window), ce qui n'est pas à proprement parler un balcon, même s'il est en encorbellement.

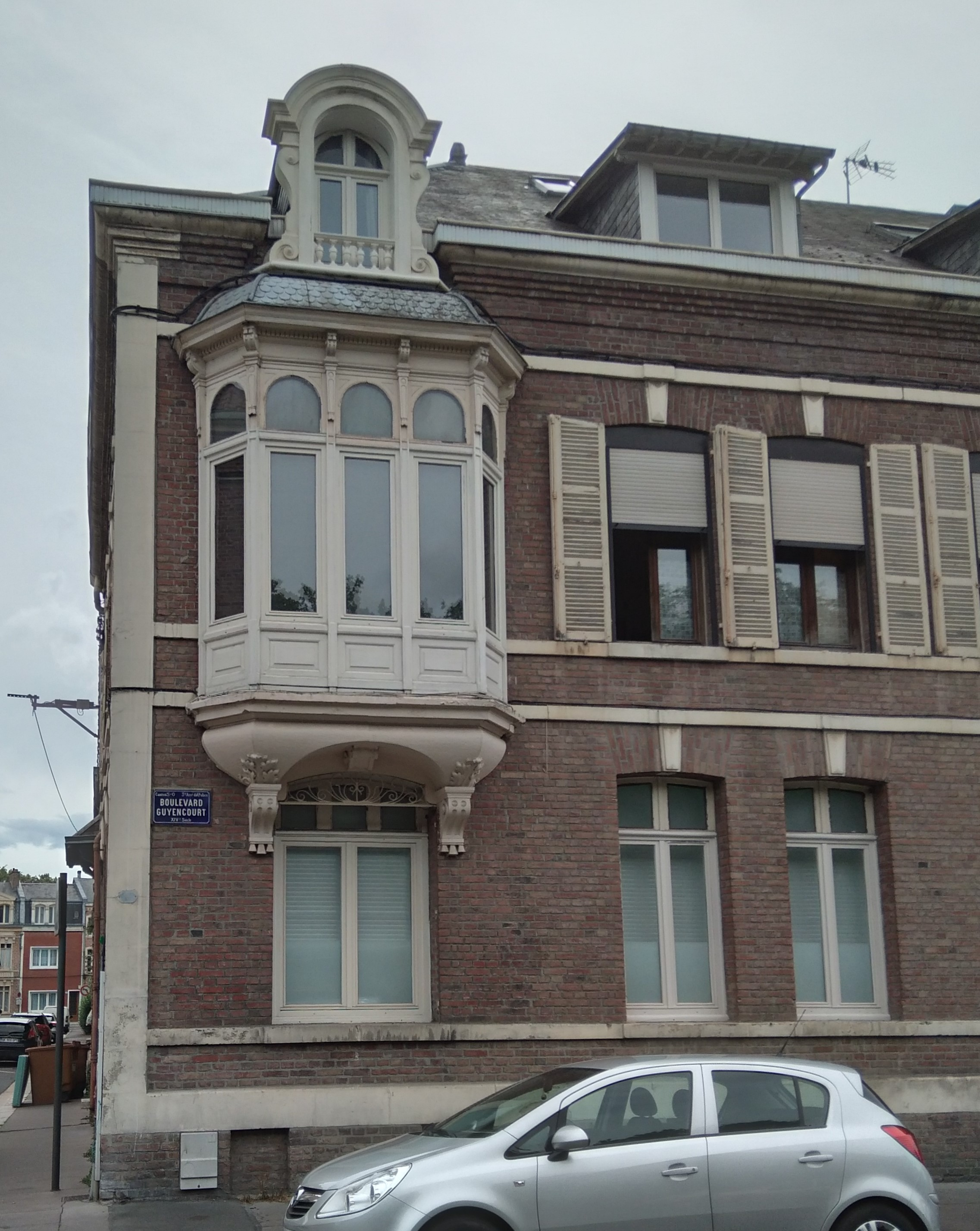
Oriel situé boulevard de Guyencourt à Amiens.

### Balconsur trompe
Typique de l'architecture rocaille du XVIIIe siècle, le balcon peut reposer sur une voûte tronquée appelée trompe.

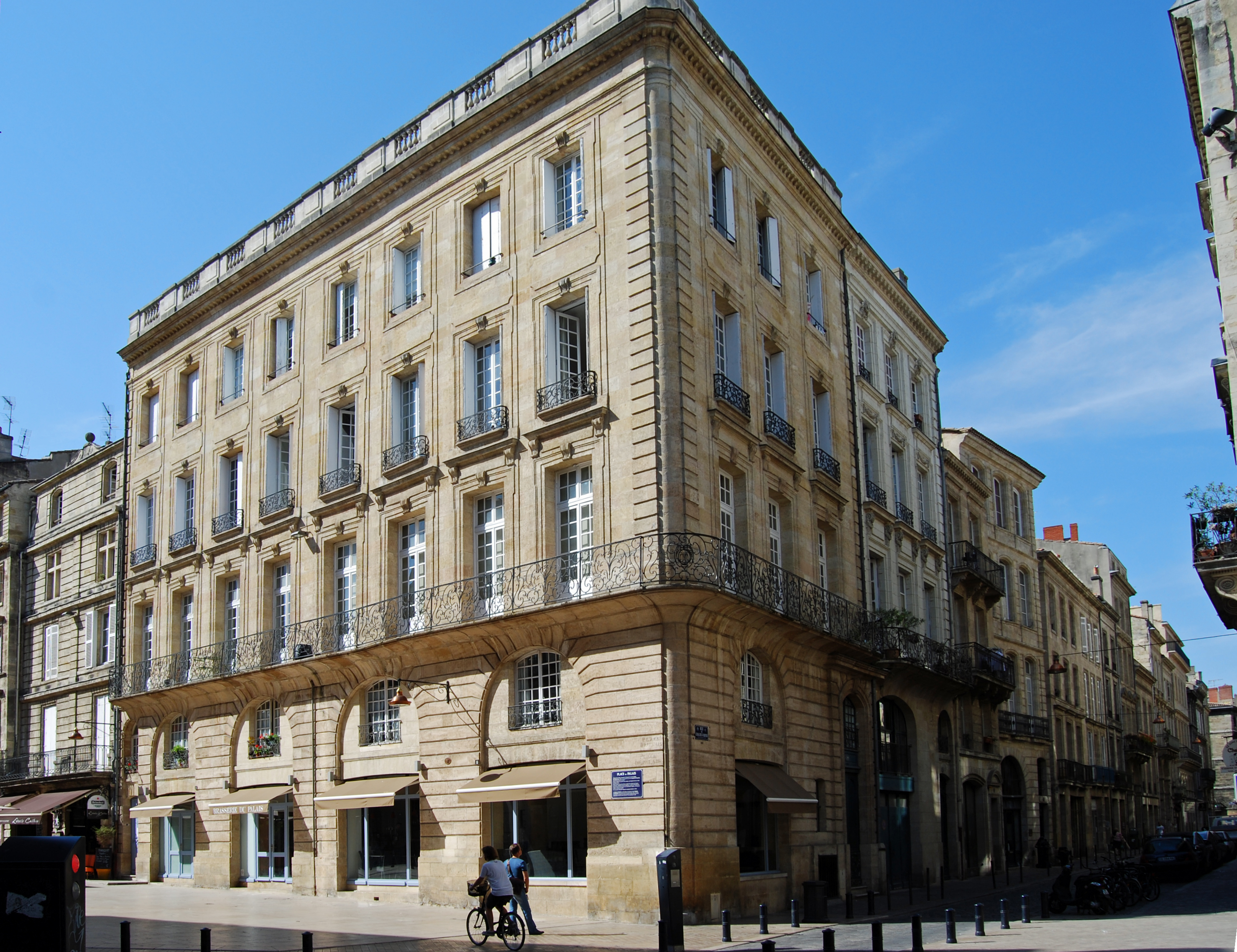
Balcon sur trompe de l'hôtel Journu à Bordeaux.

### Balconnet
Balcon à très petite plateforme, ou garde-corps surmontant une allège basse.

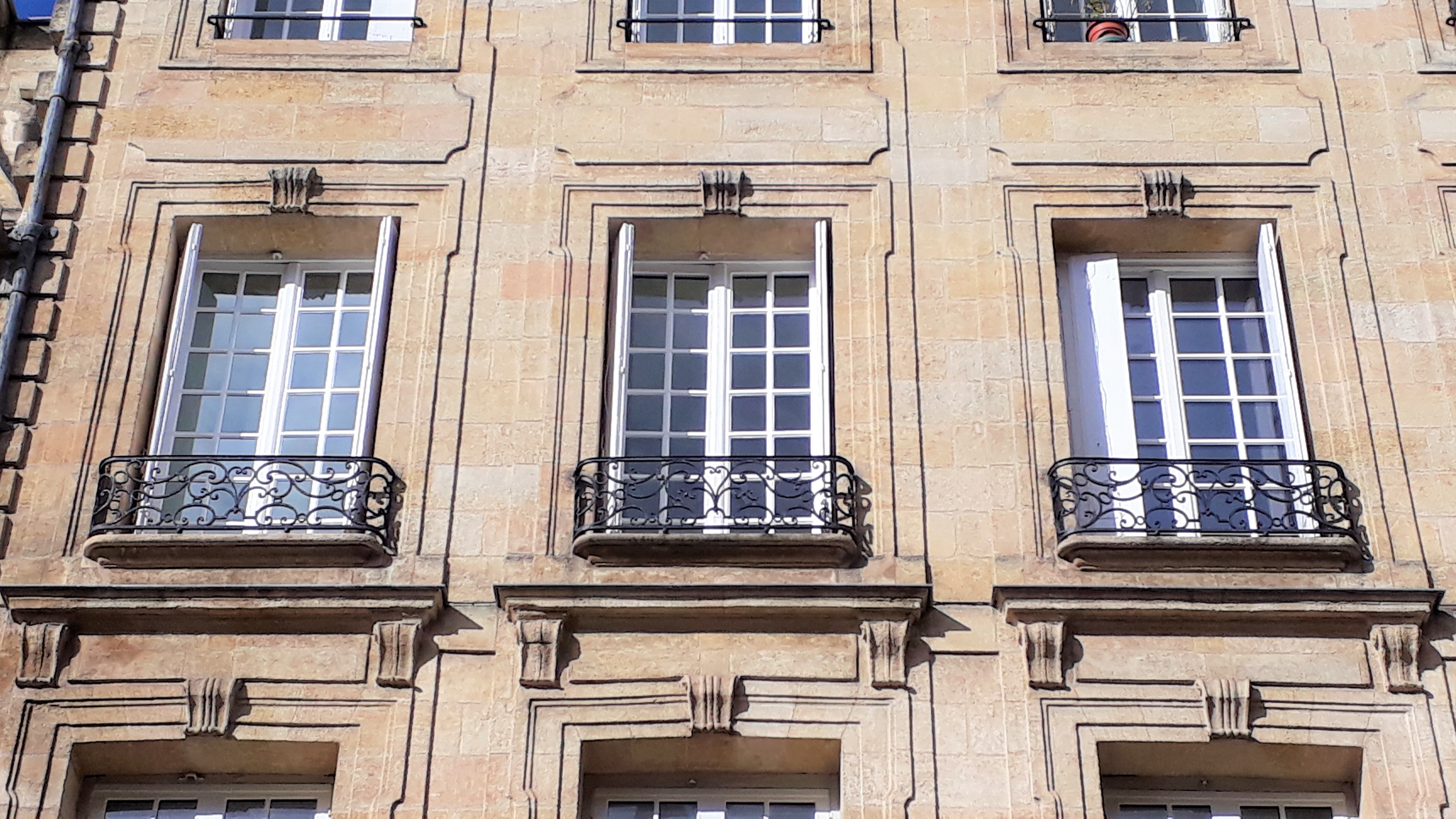
Balconnets en ferronnerie à volutes de style rocaille (hôtel Journu, Bordeaux).

### Mezzanine
Lorsqu'il s'agit d'un espace à mi-étage d'une pièce de grande hauteur, il s'agit d'une mezzanine.

### Balcon d'opéra
Le balcon d'opéra est une galerie surplombant le parterre, et qui s’étend sur les côtés, jusqu’à l’avant-scène. Le dernier balcon, situé le plus haut, est surnommé "poulailler" ou "paradis".

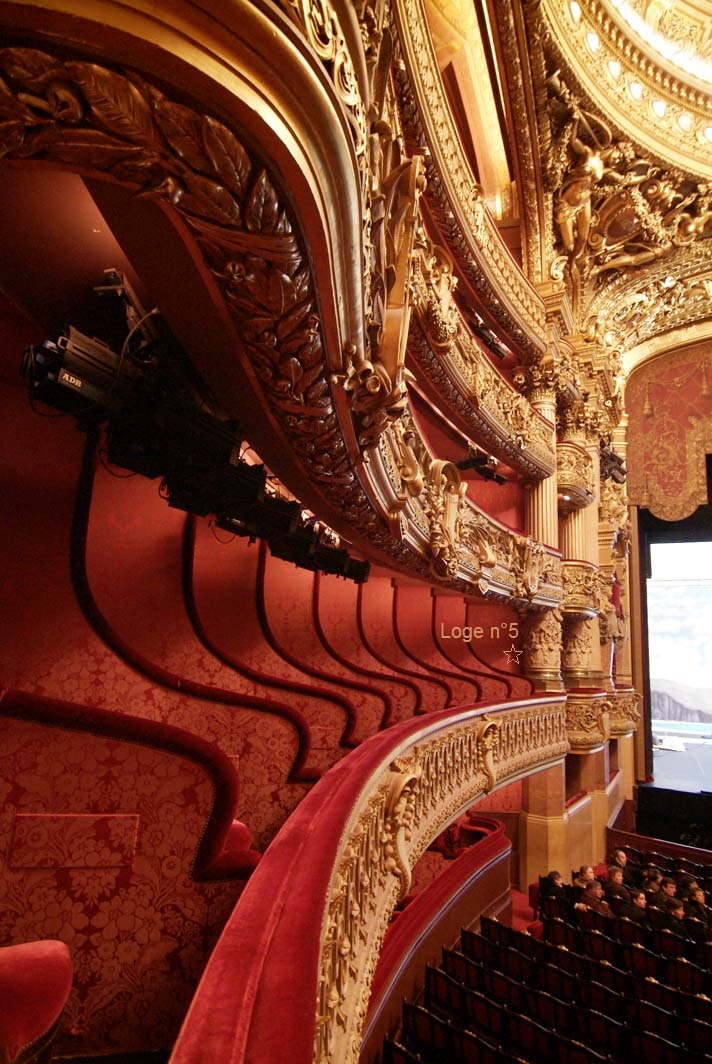
Balcon de l'opéra Garnier à Paris.
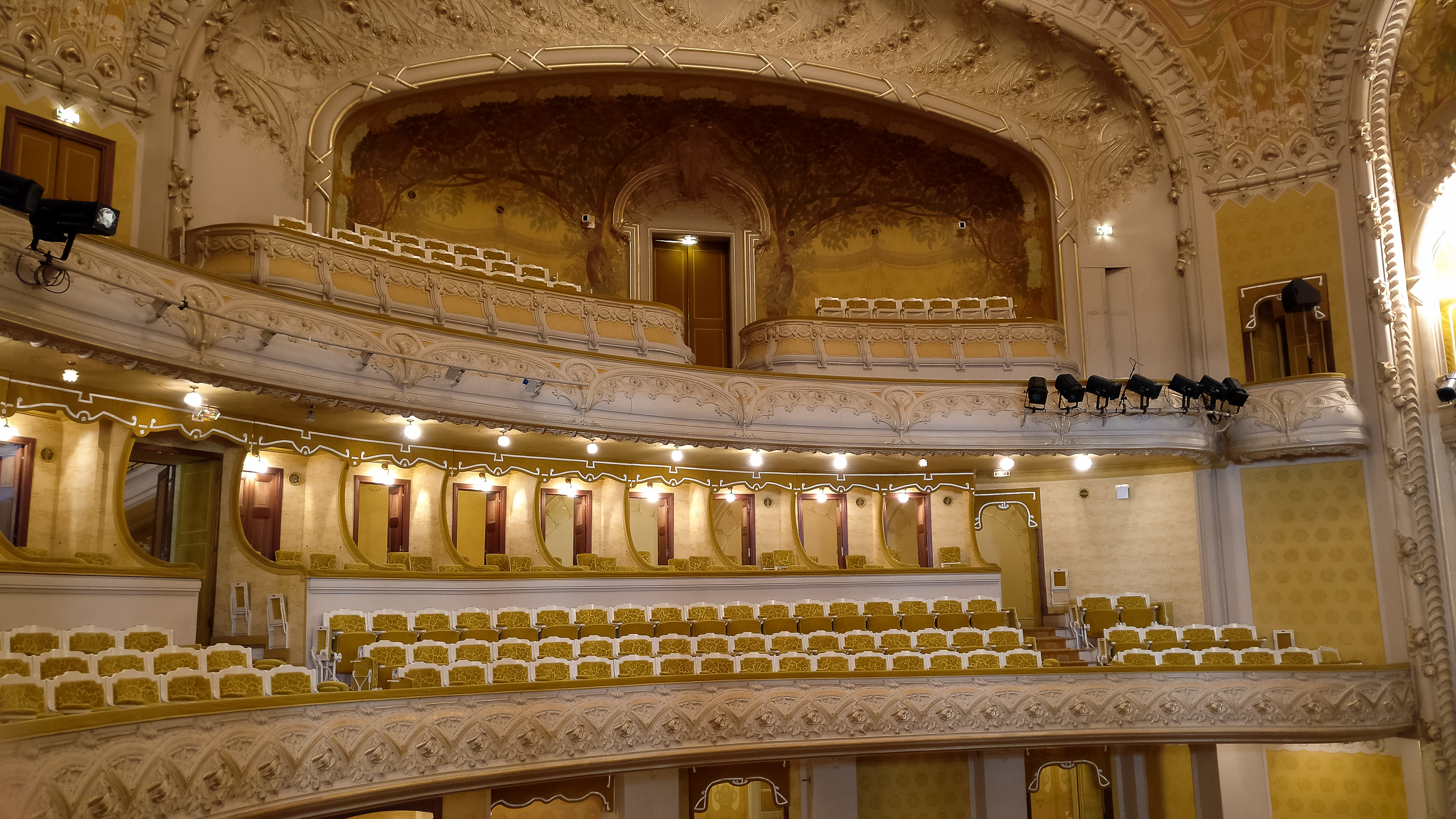
Balcon de l'opéra de Vichy.

## Usages spécifiques
Les balcons sont parfois utilisés à des fins cérémonielles, comme celui de la cathédrale Saint-Pierre de Rome, d'où le pape nouvellement élu prononce la bénédiction Urbi et orbi.
Dans l'habitat moderne résidentiel, le balcon est souvent confondu avec la loggia et la terrasse. Ces éléments de l'architecture ont été très utilisés par Le Corbusier, avec un double but : celui de minimiser le rayonnement solaire estival et celui de profiter de l'extérieur (il utilisait les toits plats en terrasses solarium). De plus en plus, le balcon est utilisé pour le jardinage et permet d'avoir un jardin dans les zones urbaines.

## Risques et accidents

### Effondrement
Il arrive que des balcons s'effondrent, blessant ou tuant les personnes supportées.
Par ordre de fréquence en France, les accidents concernent des balcons en béton armé ; puis en pierre et enfin en bois. Les causes les plus fréquentes sont les infiltrations et défaut d'étanchéité, le défaut de solidité, une dégradation du revêtement de sol et/ou des bords…
Dans ce pays où il n'existe pas encore de guide de règles professionnelles de construction ou de restauration de balcons, en 2018-2019, en lien avec la DHUP (direction de l'habitat, de l'urbanisme et des paysages), le service Observatoire et évaluation des risques de l'Agence qualité construction (AQC) a été chargé de préparer un rapport sur les risques liés aux balcons. Sur la base de l'étude de sinistres et d'audition d'experts (judiciaires et professionnels), ce travail vise à proposer un état des lieux et des pistes d'amélioration pour le secteur de la construction. Un autre rapport, plus axé sur des recommandations, pourrait éventuellement suivre (exemple : contrôle périodique des balcons).
Le rapport publié en 2022, préconise des recommandations en cas de fissuration entrainant un risque à l’effondrement, et analyse les pathologies rencontrées afin de guider l’action des professionnels et des pouvoirs publics.

### Chute d'un balcon
Une pratique à risque récente consiste à sauter depuis un balcon dans une piscine ou de chuter en passant  d'un balcon à autre.